# Хагенбург
Хагенбург (њем. Hagenburg) општина је у њемачкој савезној држави Доња Саксонија. Једно је од 38 општинских средишта округа Шаумбург. Према процјени из 2010. у општини је живјело 4.502 становника. Посједује регионалну шифру (AGS) 3257010.

## Географски и демографски подаци
Хагенбург се налази у савезној држави Доња Саксонија у округу Шаумбург. Општина се налази на надморској висини од 40 метара. Површина општине износи 16,2 km². У самом мјесту је, према процјени из 2010. године, живјело 4.502 становника. Просјечна густина становништва износи 277 становника/km².